# Cărpiniș
Cărpiniș (en hongrois : Gyertyámos, en allemand : Gertianosch) est une commune du județ de Timiș en Roumanie.